# Пјацола (Потенца)
Пјацола (итал. Piazzolla) је насеље у Италији у округу Потенца, региону Базиликата.
Према процени из 2011. у насељу је живело 181 становника. Насеље се налази на надморској висини од 641 м.